# گروه اس‌بی‌اس
گروه اس‌بی‌اس (انگلیسی: SBS Group) شرکت مخابرات لوگزامبورگی است، که در سال ۱۹۸۹ تأسیس شد.